# Anne Sophie Reventlow
Anne Sophie Reventlow (16 aprilie 1693 – 7 ianuarie 1743) a fost o nobilă daneză, metresă regală, soție prin bigamie, și, mai târziu, regină consort a Danemarcei și Norvegiei 1721–30, ca a doua soție a regelui Frederic al IV-lea al Danemarcei și Norvegiei. Anne Sophie Reventlow a avut 6 copii dar toți au murit în fragedă copilărie. 
1. 1 2 3  The Peerage